# Institut für Ethik in der Künstlichen Intelligenz
Das Institut für Ethik in der Künstlichen Intelligenz („Institute for Ethics in Artificial Intelligence“) ist ein Forschungsinstitut zur Entwicklung ethischer Maßstäbe bei der Forschung und dem Einsatz von Künstlicher Intelligenz. Das Institut wurde von der Facebook Inc. initiiert und vollfinanziert; im Rahmen eines Kooperationsvertrag ist es seit Oktober 2019 ein reguläres Institut der Technischen Universität München. Die Facebook Inc. bestimmte Christoph Lütge, Professor an der Stiftungsprofessur für Wirtschaftsethik der TU zum Institutsdirektor.

## Geschichte und Struktur
Nach eigenen Angaben lernte Christoph Lütge durch seine Mitarbeit in internationalen Ethikkommissionen einige hochrangige Facebook-Mitarbeiter kennen. Gemeinsam habe man festgestellt, es fehle an Forschung zu ethischen Fragen bei Künstlicher Intelligenz und der Fairness von Algorithmen und maschinellem Lernen. Im Januar 2019 wurde bekannt, dass Facebook das durch Lütge neu zu schaffende „Institute for Ethics in Artificial Intelligence“ an der TU München (TUM) mit 7,5 Millionen Dollar finanzieren werde. Dies kündigte Facebook-Chefin Sheryl Sandberg bei der Münchner Digitalkonferenz DLD an. Die Facebook Inc. finanziert das Institut aus dem Unternehmensumsatz (52 Milliarden Dollar 2018). Die Institutseröffnung war für Oktober 2019 geplant.
Lütge kündigte an, er wolle auch die Zivilgesellschaft in die Forschungsarbeit vor allem mit Tagungen und Workshops einbinden. Ziel des Institutes ist es die Technikdisziplinen mit den Geistes- und Gesellschaftswissenschaften so zu vereinen, dass KI-basierte Technologien vertrauenswürdig und gesellschaftsfähig werden.

## Kooperation
Die vertragliche Vereinbarung zwischen der staatlichen TUM und dem US-Unternehmen wurde geheim gehalten. Dennoch geriet der „Facebook Unrestricted Gift Letter“ an die TU München in die Öffentlichkeit, aus dem die Konditionen der Kooperation hervorgehen. Für die 7,5 Millionen US-Dollar Zuschuss behält sich das Unternehmen das Recht vor, nach seiner Zahlung einer ersten Marge von 1,5 Millionen US-Dollar ohne Angabe von Gründen jederzeit die Auszahlung der weiteren Finanzierung zu beenden. Dies wurde von Politikern und Medien als Drohkulisse für Facebook nicht genehme Forschungsergebnisse interpretiert.
Weiter heißt es ausdrücklich, dass das Institut von Gründungsdirektor Christoph Lütge geführt werden müsse. Lütge hat einen Stiftungslehrstuhl für Wirtschaftsethik an der TUM inne, der von dem früheren Siemens-Vorstand Peter Löscher gestiftet wurde. Sollte die öffentliche bayerische TU München einen anderen Institutsleiters einsetzen wollen, bedarf sie der vorherigen schriftlichen Genehmigung der Facebook Inc.

## Kritik
Christian Kreiß, Professor an der Hochschule Aalen, kritisierte, die TU werde durch diese Finanzierung zum verlängerten Marketing-Arm von Facebook. Alexander Filipović, Professor für Medienethik an der Münchner Hochschule für Philosophie, sagte, dass er zwar beunruhigt sei, aber der TU vertraue.
Institutsdirektor Lütge sieht in der Finanzierung des Instituts durch Facebook "eine Win-win-Situation". Zwar sei ihm klar, dass Facebook vor allem durch die Weitergabe von Millionen von Nutzerdaten an die Firma Cambridge Analytica ein schlechtes Image habe; aber in der Ethik gehe es eben auch darum, unbequeme Fragen zu beantworten. Lütge behauptete, die Zusammenarbeit von Informatiker und Philosophen sei "weltweit einzigartig". Es gebe keine Auflagen von Facebooks oder gar eine Berichtspflicht.
Chris Köver schrieb bei Netzpolitik.org, dass, nachdem Sheryl Sandberg die Partnerschaft verkündet hatte, sofort viele Medien "von Tagesschau bis Süddeutsche Zeitung" über das Engagement des Konzerns für die Ethik in der KI berichtet hätten. Köver schrieb: "Facebook hat auf diesem Weg für 6,6 Millionen Euro eine vergleichsweise günstige Image-Kampagne in der deutschen Medienlandschaft eingekauft".